# Ian Carmichael
Ian Carmichael, all'anagrafe Ian Gillett Carmichael (Kingston upon Hull, 18 giugno 1920 – Grosmont, 5 febbraio 2010), è stato un attore britannico.

## Biografia
Carmichael compì i suoi studi allo Scarborough College e alla Bromsgrove School, prima di frequentare i corsi di recitazione alla Royal Academy of Dramatic Arts (RADA) e partecipare come cantante a concorsi all'Hammersmith Palais de Danse. Fece il suo debutto sul palcoscenico nel 1939 al People's Palace del Mile End. Allo scoppio della seconda guerra mondiale fu arruolato nella Royal Armoured Corps e partecipò all'operazione Overlord, rimanendo ferito a una mano.
Congedato nel 1947 dall'esercito britannico con il grado di maggiore, riprese la sua carriera teatrale e apparve in numerose commedie, approdando al West End di Londra nei primi anni cinquanta, dove ebbe modo di dimostrare il suo talento per il canto e per la danza nella commedia High Spirits presso il teatro Hippodrome. Durante tutta la sua carriera alternò i film con lunghi ritorni nei teatri di rivista del West End, lasciando un segno nella storia di questo genere teatrale brillante.
Passato al cinema, dopo alcuni ruoli secondari apparve in alcuni film d'avventura come Controspionaggio (1954), con Clark Gable e Lana Turner, La giungla degli implacabili (1955) e Tempesta sul Nilo (1955), ma ebbe maggior successo sul grande schermo con una serie di commedie leggere dirette dai fratelli John e Roy Boulting, tra le quali Operazione fifa (1956), 4 in legge (1957), Nudi alla meta (1959) e Lassù qualcuno mi attende (1963). Apparve inoltre in La scuola dei dritti (1960), diretto da Robert Hamer. Interpretò solitamente ruoli di aristocratici simpatici ma di intelligenza non troppo vivace.
Durante gli anni sessanta e settanta lavorò in diverse sit com televisive. Interpretò il ruolo di Bertie Wooster, al fianco di Dennis Price nei panni di Jeeves, in The World of Wooster, serie basata sulle opere umoristiche di P.G. Wodehouse. Interpretò il personaggio di Galahad Threepwood, anch'esso nato dalla penna di Wodehouse, in alcuni riduzioni radiofoniche, e quello di Lord Peter Wimsey, investigatore dilettante creato dalla scrittrice Dorothy L. Sayers.
Tra le ultime apparizioni di Carmichael, da ricordare quella nella serie televisiva Heartbeat (1992) , e nel suo spin-off The Royal. Dedicò inoltre molto tempo alla registrazione di audiolibri, come Tre uomini in barca e Tre uomini a zonzo di Jerome K. Jerome. Sposato due volte, l'attore morì nel 2010 per cause naturali, all'età di 89 anni, nella sua casa di Grosmont, nel North Yorkshire.

## Filmografia parziale
- Vigilia di nozze (Bond Street), regia di Gordon Parry (1948)
- Controspionaggio (Betrayed), regia di Gottfried Reinhardt (1954)
- La giungla degli implacabili (The Colditz Story), regia di Guy Hamilton (1955)
- Simone e Laura (Simon and Laura), regia di Muriel Box (1954)
- Tempesta sul Nilo (Storm Over the Nile), regia di Zoltán Korda, Terence Young (1955)
- Operazione fifa (Private's Progress), regia di John Boulting (1956)
- 4 in legge (Brothers in Law), regia di Roy Boulting (1957)
- Lucky Jim, regia di John Boulting (1957)
- Nudi alla meta (I'm All Right Jack), regia di John Boulting (1959)
- La scuola dei dritti (School for Scoundrels), regia di Robert Hamer (1960)
- Non scherzate col timone (Double Bunk), regia di C.M. Pennington-Richards (1961)
- Gli ospiti di mia moglie (The Amorous Prawn), regia di Anthony Kimmins (1962)
- Lassù qualcuno mi attende (Heavens Above!), regia di John Boulting, Roy Boulting (1963)
- Ci divertiamo da matti (Smashing Time), regia di Desmond Davis (1967)
- La bottega che vendeva la morte (From Beyond the Grave), regia di Kevin Connor (1974)
- Il mistero della signora scomparsa (The Lady Vanishes), regia di Anthony Page (1979)
- L'ora del tè (Diamond Skulls), regia di Nick Broomfield (1989)

## Doppiatori italiani
- Gianfranco Bellini in Controspionaggio
- Sergio Fantoni in Il mistero della signora scomparsa